# Кабала (Тюрі)
Ка́бала (ест. Kabala küla) — село в Естонії, у волості Тюрі повіту Ярвамаа.

## Населення
Чисельність населення на 31 грудня 2011 року становила 279 осіб.

## Географія
Через населений пункт проходить автошлях 26 (Тюрі — Аркма).